# Flynn O’Brien
Flynn O’Brien (* 16. Februar 1998) ist ein neuseeländischer Fußballspieler und wird hauptsächlich auf der Position eines Verteidigers eingesetzt.

## Karriere
Aus der Jugend der Hamilton Wanderers kommend, wechselte er im Sommer 2017 in den Kader deren ersten Mannschaft, wo er in der folgenden Wintersaison, auch ein paar Mal zum Einsatz kam. Im Februar 2018 nach dem Ende der Spielzeit, verließ er seinen Jugendklub aber um sich Tupapa Maraerenga auf den Cookinseln anzuschließen. Mit diesen nahm er in der Saison 2018 auch an der OFC Champions League teil, schied dort jedoch in der Gruppenphase aus, bekam aber in allen drei Partien hier Spielzeit. Anschließend kehrte er Anfang 2019 wieder in sein Heimatland zurück, wo er sich außerhalb der Championship Melville United anschloss. Aber im Sommer kehrte er in diese dann wieder zurück, wo er nun für Waitakere United spielte. Vom Sommer 2020 bis zum Ede des Jahres war er dann noch einmal bei Team Wellington unter Vertrag, bis dieses dann auch aufgelöst wurde.
Nach der Einführung der National League, gehörte ab der Saison 2021 den Miramar Rangers an, für die er in dieser und der nächsten Saison aktiv war. Seit der Spielzeit 2023 steht er erneut bei Melville United unter Vertrag.